# Matteo Martineau
Matteo Martineau (* 16. Januar 1999 in Angers) ist ein französischer Tennisspieler.

## Karriere
Martineau spielte zwischen 2013 und 2017 auf der ITF Junior Tour.  Bei Grand-Slam-Turnieren trat er viermal an und sein bestes Resultat war das 2017 zweimal das Viertelfinale im Einzel. Bei fünf Teilnahmen im Doppel kam er 2017 in Wimbledon mit dem Halbfinale zu seinem bestes Ergebnis. Titel gewann er ausschließlich bei Turnieren der dritthöchsten Kategorie J2. In der Junioren-Rangliste erreichte er im Juli 2017 mit Platz 16 seine höchste Notierung.
Bei den Profis spielte Martineau nach einigen wenigen Turnieren zuvor 2018 erstmals regelmäßig. Auf der drittklassigen ITF Future Tour gewann er einen Einzel- und drei Doppeltitel und kam zu weiteren Finalteilnahmen, was ihn das Kalenderjahr auf Platz 432 (Einzel) und 394 (Doppel) der Weltrangliste beenden ließ. 2019 besiegte er in seiner ersten Grand-Slam-Qualifikation bei den French Open die Nummer 115 der Welt Elias Ymer. Die meiste Zeit spielte er sonst Futures, wo er im Einzel einen und im Doppel zwei weitere Titel gewann. 2020, 2021 und 2023 kam je ein weiterer Doppeltitel hinzu. Im Einzel gewann er 2021 seinen dritten und vierten Titel und steigerte sich erstmals auch bei Turnieren der höherdotierten ATP Challenger Tour. In Barcelona schlug er zwei Top-200-Spieler und erreichte das Viertelfinale. Das Jahr schloss er auf Platz 328 ab. Im Jahr 2022 versuchte Martineau sich nachhaltig bei Challengers festzuspielen. Bis Oktober des Jahres schied er aber bei allen Versuchen früh aus. Dann erzielte er beim Challenger in Hamburg aus der Qualifikation heraus mit dem Halbfinale sein bestes Resultat. Dennoch verlor er im Vergleich zum Vorjahr Plätze. 2023 verlief ähnlich wie das Vorjahr. Nur ein Challenger-Viertelfinale stand kurz vor Jahresende zu Buche. In Rennes verlor er dann gegen Benjamin Bonzi sein zweites Challenger-Halbfinale. Sein Debüt auf der ATP Tour gab Martineau im November in Metz, als er in der Qualifikation eigentlich schon verloren hatte, aber als Lucky Loser doch noch ins Hauptfeld nachrückte. Gegen Dominic Thiem unterlag er dort in zwei Sätzen. Sein Karrierehoch von Rang 278 hatte er im Oktober erreicht.

## Erfolge
| Legende (Anzahl der Siege) |
| Grand Slam                 |
| ATP Finals                 |
| ATP Tour Masters 1000      |
| ATP Tour 500               |
| ATP Tour 250               |
| ATP Challenger Tour (1)    |

### Doppel

#### Turniersiege
| Nr. | Datum         | Turnier        | Belag    | Partner         | Finalgegner                       | Ergebnis         |
| --- | ------------- | -------------- | -------- | --------------- | --------------------------------- | ---------------- |
| 1.  | 16. März 2024 | Székesfehérvár | Sand (i) | Titouan Droguet | André Göransson Denys Moltschanow | 4:6, 7:5, [10:8] |